# Тысяча чудес Вселенной
«Тысяча чудес Вселенной» (фр. Les Mille merveilles de l'univers) — франко-канадский фильм, антиутопия Жана Мишеля Ру с участием французской актрисы Жюли Дельпи.

## Сюжет
Будущее Земли. Местечко Сепульведа — земной центр удовольствий, где разрешены все извращения человеческой природы. Мэр острова открыла бар под названием «Тысяча чудес Вселенной». Профессор Ларсен, директор Международного центра звёздного мониторинга получает информацию, что Сепульведа стала местом нападения инопланетян. Все его жители, 12 тысяч, за исключением одного панка ночью исчезают.
Загадку по указанию госпожи президента пытается разгадать Ларсен. Это поручение стоило ему потери глаза Вместе с профессором в опасный путь на обезлюдевший остров направляется дочь мэра, миссис Ива Пурпур, ассистент профессора Оскар и охранник Ставро. Вскоре экспедиция обнаружила труп танцовщицы.
Президент с помощью своих парапсихологических способностей узнаёт причину смерти.

## В ролях
- Чеки Карио — Ларсен
- Жюли Дельпи — Ива Пурпур
- Чик Ортега — Оскар
- Мария де Медейруш — президент
- Джеймс Хэндиман — Ставро
- Паскаль Бусьерес — Лили
- Габриэль Гаскон —  Арнольд, сын Венсана
- Федор Aткин — миссис/мистер Пурпур
- Григорий Гладий — офицер

## Съёмочная группа
- Режиссёр: Жан Мишель Ру
- Продюсеры: Франсуа Фрис, Клод Леже, Бриджитт Жермэн
- Сценаристы: Жан Мишель Ру, Режина Абадья, Алексис Гальмо, Роберт Грей
- Оператор: Мишель Аматьё
- Монтаж: Ян Малькор
- Композитор: Дмитрий Шостакович, Мик Харрис, Мик Моррис, Treporem Pal
- Саундтрек: Napalm Death, KMFDM, The Young Gods, Ministry, Prong

## Призы
- 1999 — Международный кинофестиваль фантастических фильмов Швеции — Гран-при жюри